# Gwieździeniec
Gwieździeniec – jezioro rynnowe w północnej Polsce, w województwie pomorskim, w powiecie bytowskim, w gminie Lipnica. Położone na Równinie Charzykowskiej, w regionie Kaszub zwanym Gochami.

## Położenie i opis
Jezioro położone jest w południowej części powiatu bytowskiego, na terenie Równiny Charzykowskiej. Akwen otoczony jest dość szerokim pasem lasu, ale w jego zlewni bezpośredniej znajdują się również pola uprawne i łąki. Bezpośrednio nad jeziorem nie znajdują się żadne miejscowości, w niewielkiej odległości największą wsią jest Brzeźno Szlacheckie. Zbiornik ma charakterystyczny wydłużony kształt, właściwy dla jezior rynnowych. Północna część jest głębsza od południowej i znajdują się tam dwa wyraźne głęboczki. Roślinność zanurzona pokrywa około połowy powierzchni jeziora, tworząc łąki podwodne, na które składają się głównie ramienice, moczarka oraz wywłócznik. Z akwenu wypływa ciek bez nazwy niosący wody w kierunku pobliskiego jeziora Gwiazdy.

## Hydronimia
Jezioro pojawia się w źródłach – w 1374 jako See Cleynen Gwesdin, a następnie Gwiezdzieniecz (1565), Kl. Quesno See (1796), Kl. Quesen-See (1877), Klein Quesden See (1886), Gwieździeniec (1936), Gwiaździeniec (1965), Gwieździeniec (2006). Państwowy rejestr nazw geograficznych jako nazwę zestandaryzowaną akwenu podaje Gwieździeniec, wymieniając nazwy oboczne Mała Gwiazda, Gwieździniec.

## Morfometria
Według danych Instytutu Rybactwa Śródlądowego powierzchnia zwierciadła wody jeziora wynosi 50,4 ha, natomiast A. Choiński, poprzez planimetrowanie na mapach 1:50 000, określił wielkość jeziora na 46 ha.
Średnia głębokość zbiornika wodnego to 6 m, a maksymalna – 16,7 m. Objętość jeziora wynosi 3044,4 tys. m³. Maksymalna długość jeziora to 2330 m, a szerokość 270 m. Długość linii brzegowej wynosi 5300 m.
Według Atlasu jezior Polski (red. J. Jańczak, 1997) lustro wody znajduje się na wysokości 155,5 m n.p.m., natomiast według numerycznego modelu terenu udostępnionego przez Geoportal lustro wody znajduje się na wysokości 156,1 m n.p.m.
Według Mapy Podziału Hydrograficznego Polski leży na terenie zlewni dziewiątego poziomu Zlewnia jez. Gwiazdy. Identyfikator MPHP to 292332241. Powierzchnia zlewni całkowitej jeziora wynosi 2,8 km².

## Zagospodarowanie
Administratorem wód jeziora jest Regionalny Zarząd Gospodarki Wodnej w Gdańsku. Utworzył on obwód rybacki, który obejmuje między innymi wody jeziora Gwiazdy oraz jeziora Gwieździniec (Obwód rybacki jeziora Gwiazda (Gwiazdy) na cieku bez nazwy w zlewni rzeki Prądzona). 
Gospodarkę rybacką na jeziorze prowadzi Gospodarstwo Rybackie w Charzykowych. Ze względu na typologię rybacką jest to jezioro typu sielawowego. Połowy gospodarcze pod koniec lat 80. XX wieku wynosiły około 15 kg/ha.
Jezioro nie jest zagospodarowane na potrzeby rekreacji.

## Czystość i ochrona środowiska
W 1989 roku oceniono, że wody jeziora mieściły się w II klasie czystości. W jeziorze wykazano niekorzystne warunki tlenowe nad dnem, które prowadziły do gromadzenia się znacznych ilości siarkowodoru. Pomimo tego, stężenia związków azotu i fosforu oraz wskaźnik przewodności elektrolitycznej nie przekraczały norm II klasy. Stężenie chlorofilu było niskie, a przeźroczystość wód akwenu dość wysoka. Wody jeziora zostały określone jako dość odporne na degradację, a najgorzej ocenioną cechą została długość linii brzegowej w zestawieniu z jego niewielką objętością.
Badania z 2021 roku zaliczyły wody jeziora do wód o umiarkowanym stanie ekologicznym, co odpowiada III klasie jakości. Wskaźnikiem, który zadecydował o trzeciej klasie, był stan fitoplanktonu, makrofitów oraz ichtiofauny, podczas gdy stan makrozoobentosu oceniono jako bardzo dobry, a fitobentosu jako dobry. W tym samym roku stan chemiczny wód określono jako poniżej dobrego, a elementami przekraczającym normę była zawartość PBDE i rtęci w tkankach ryb. Przeźroczystość wód została określona na 2,1 metra.
Akwen znajduje się na obszarze chronionego krajobrazu o nazwie Fragment Borów Tucholskich oraz na terenie sieci Natura 2000: specjalnego obszaru ochrony siedlisk Ostoja Borzyszkowska.